# أورا ميندلسون روزن
أورا ميندلسون روزن (بالإنجليزية: Ora Mendelsohn Rosen)‏ (ولدت في السادس والعشرين من شهر تشرين الأول –توفيت في الثلاثين من شهر أيار عام 1990) هي باحثة طبية أمريكية درست تأثير الهرمونات، وتحديداً الإنسولين، وقدرتها على التحكم بنمو الخلايا. وكانت بروفيسورة في كلية ألبرت آينشتاين الطبية ومركز سلون كاتِرنج التذكاري للسرطان، وعضوة في الأكاديمية الوطنية للعلوم.

## حياتها المبكرة
ولدت روزن وترعرت في حيّ الجانب الغربي الشمالي لمدينة منهاتن. وكان والدها، آيزاك ميندلسون، بروفيسوراً متخصصاً في اللغات السامية في جامعة كولومبيا، أما والدتها فاني سوير، فكانت مدرّسة قراءة علاجية، وكان كلا الوالدان ينتميان للحركة الصهيونية، كما كان أخوها إيزرا ميندلسون بروفيسوراً في التاريخ اليهودي في الجامعة العبرية في القدس. درست روزن البيولوجيا في كلية برنارد، وتخرجت عام 1956، في العام نفسه الذي تزوجت فيه الفيزيائي سامويل روزن، حيث رُزق الزوجان بصبيين. ثم أكملت روزن دراستها الطبية في كلية الأطباء والجراحين بجامعة كولومبيا عام 1960.

## مسيرتها المهنية
بعد حصولها على شهادتها الطبية، أكملت أبحاثها في الكيمياء الحيوية وبيولوجيا الخلية في جامعة نيويورك. وفي عام 1966، وُظّفت روزن كأستاذة مساعدة في الطب ضمن كلية ألبرت آينشتاين الطبية. ثم حصلت على ترقية لتتقلّد منصب أستاذة مساعدة بعد عام واحد، ووصلت إلى درجة بروفيسور عام 1975. ثم أصبحت في عام 1976 رئيسة قسم علم الأدوية الجزيئية في الكلية نفسها، ثم أصبحت رئيسة قسم علم الغدد الصم عام 1977. وفي عام 1984، غادرت روزن كلية ألبرت آينشتاين كي تلتحق بمركز سلون كاتِرنج التذكاري للسرطان. وبعد وفاة زوجها في أوائل الثمانينيات من القرن العشرين، تزوّجت روزن من جيرارد هورويتز، وهو زميل في جمعية السرطان الأميركية وعضو وباحث في مركز سلون كاتِرنج.
درست أبحاث روزن في تأثير الهرمونات، وتحديداً الإنسولين، في التحكم بنمو وتطور الخلايا. وفي عام 1985، قامت، بالإضافة لمجموعة من العلماء الآخرين من مركز سلون كاتِرنج وشركة جين تيك Genetech، بنسخ أول مورثة لمستقبل للإنسولين (INSR) لدى البشر، وهو تقدم باهر في مجال علم الأحياء الخلوية. وذلك ما سمح لروزن وزملائها بدراسة مستقبل الإنسولين ونقل الإشارات داخل الخلية نفسها. وكاعترافٍ ببحثها، اختارتها الأكاديمية الوطنية للعلوم عام 1989، كما حصلت أيضاً على جائزة من الجمعية الطبية الأميركية للنساء.

## وفاتها
توفيت روزن في منهاتن جراء إصابتها بسرطان الثدي، وذلك في الثلاثين من شهر أيار عام 1990، حيث بلغت من العمر 54 عاماً.